# Slavonia

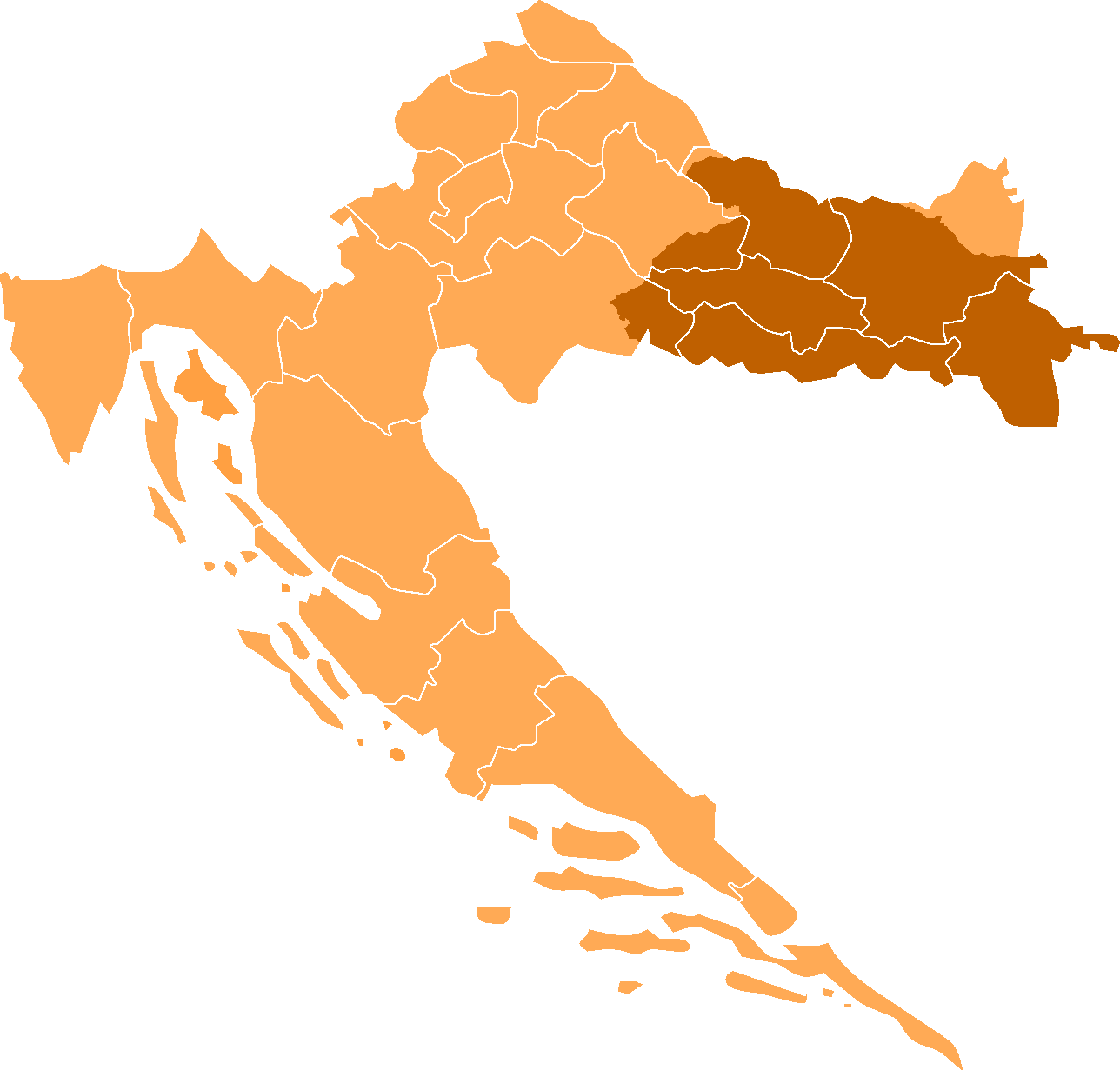
Slavonia pe harta Croaţiei

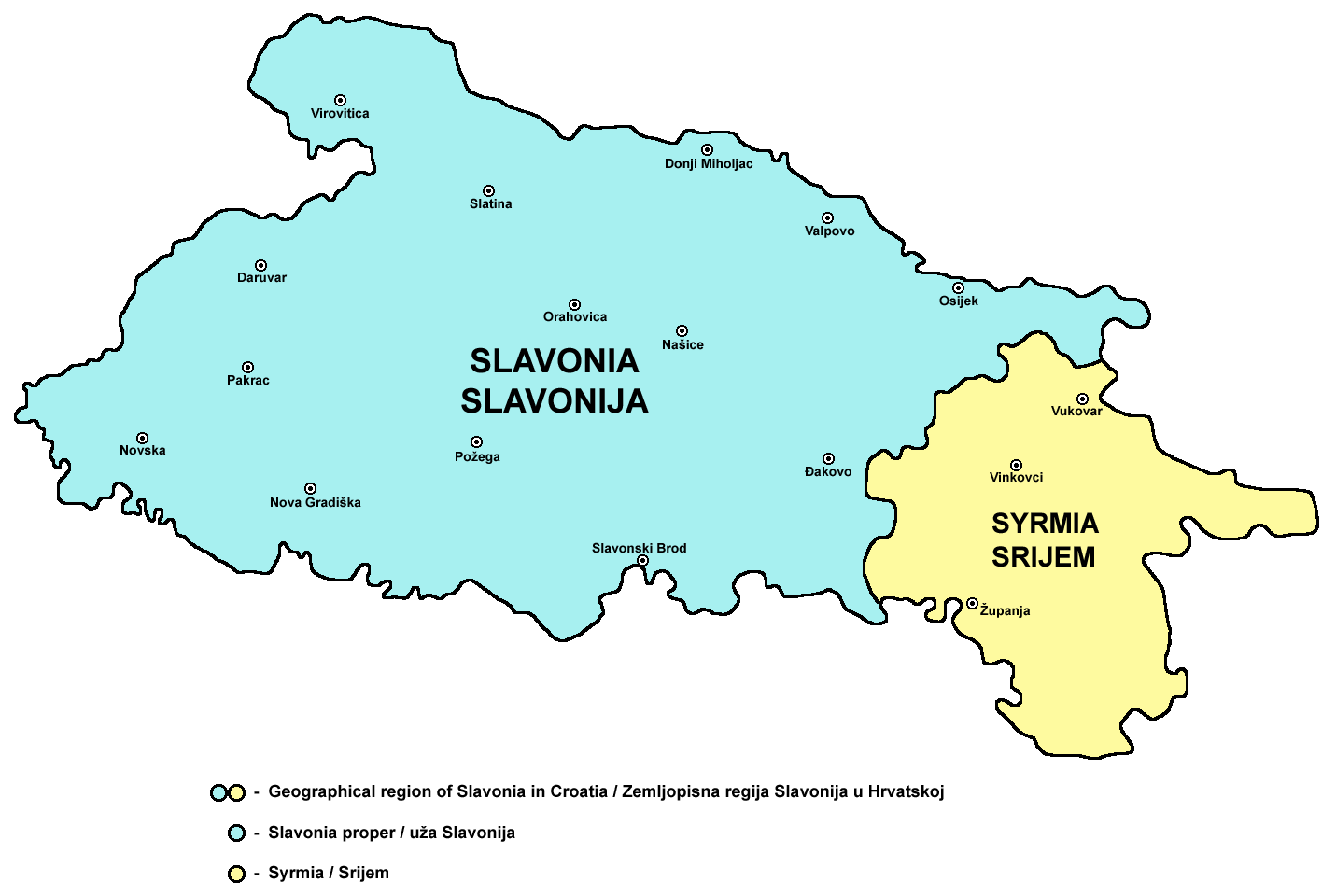
Slavonia

Slavonia este o regiune istorică, situată în partea de sud a câmpiei Panoniei. Ocupă partea de est a Croației, hotarele sale naturale fiind râul Drava la nord, râul Sava la sud și Dunărea la est. Principalul oraș este Osijek.